# Georg Wenzeslaus von Knobelsdorff

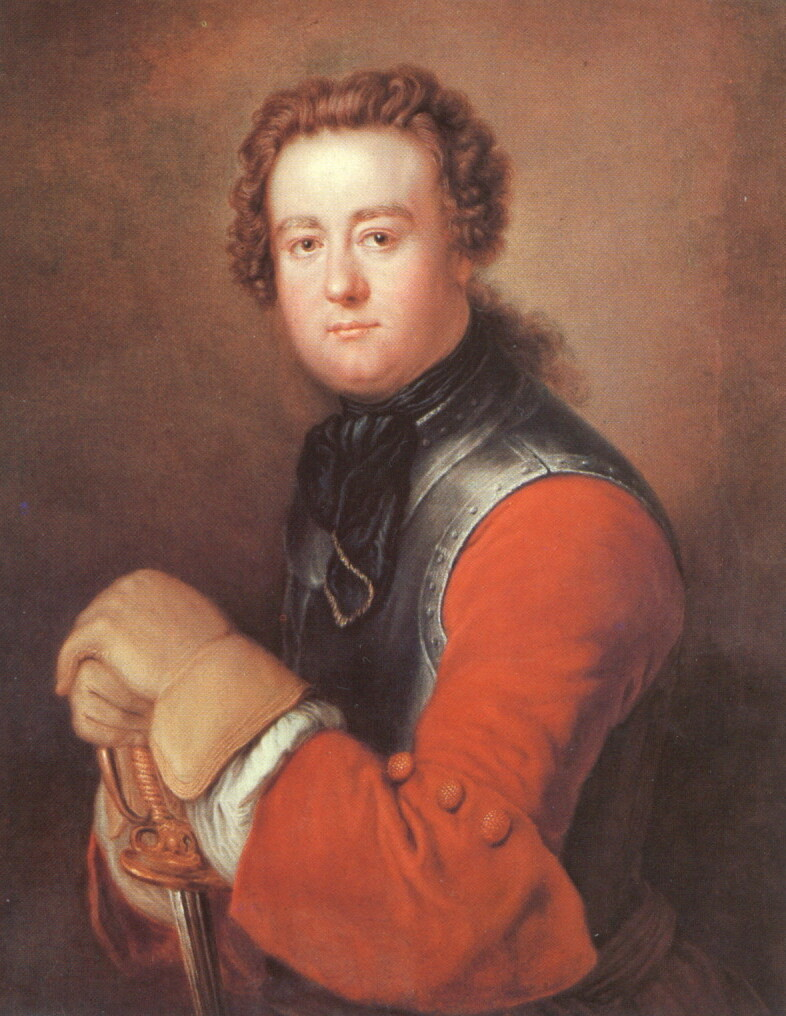
Georg Wenzeslaus von Knobelsdorff,
porträtt av Antoine Pesne 1738.

Hans Georg Wenzeslaus von Knobelsdorff, född 17 februari 1699 på godset Kuckädel vid Crossen an der Oder, död 16 september 1753 i Berlin, var en tysk friherre och arkitekt.
Knobelsdorff var kapten i preussisk tjänst, då han 1730 tog avsked för att ägna sig åt konsten. Efter en studieresa i Italien och Frankrike blev han av kung Fredrik II av Preussen utnämnd till överuppsyningsman över hans byggnader. I Berlin och Potsdam utförde han flera monumentala byggnadsverk, såsom Operan i Berlin, nedbrunnen, men ombyggd efter de gamla planerna samt i Potsdam lustslottet Sanssouci och Stadtschloss med dess kolonnader. Det sistnämnda bombades 1945 och revs därefter under DDR-myndigheterna 1959, men en rekonstruktion av slottsbyggnadens utvändiga fasad färdigställdes 2013. Knobelsdorff finns representerad vid bland annat Nationalmuseum i Stockholm.